# جون ويليام مور
جون ويليام مور (بالإنجليزية: John William Moore)‏ هو سياسي أمريكي، ولد في 9 يونيو 1877، وتوفي في 11 ديسمبر 1941. حزبياً، نشط في الحزب الديمقراطي. وقد انتخب عضو مجلس النواب الأمريكي.